# 茵寶
Umbro是英國足球用品品牌，其總部設於曼徹斯特。Umbro主要設計供應及銷售足球相關的球衣、服飾、球鞋及各種用品，其產品在世界90多個國家販售。另曾為Nike所全資收購。Umbro在中国大陆地区通常译作“茵宝”。
Umbro曾經被作為英格蘭國家足球隊、英格蘭足球總會及英格蘭足總盃和許多其他國家球隊的指定運動用品供應商。

## 歷史
Umbro1920年於曼徹斯特Wilmslow創辦，當時名為Humphrey Brothers Clothing。1924年，公司名稱易名為Umbro，是其原名的縮寫：Humphrey Brothers。1985年，Umbro在巴西推出其首款足球鞋，並在兩年後正式生產。2007年10月23日年美国体育品牌巨头耐克宣布以2.85亿英镑（约合5.8亿美元）的价格收购茵宝，从该年11月开始到2008年2月并购结束。
- 2012年10月25日，以2.25億美元的價格將旗下品牌茵寶出售給艾康尼斯品牌集團公司（Iconix Brand Group, Inc., NASDAQ:ICON）[1]

## 產品
Umbro現時生產各種運動服裝，包括訓練衣著及足球鞋，亦有生產便服及運動鞋。Umbro另一主要業務是為多間足球會設計及生產球衣套裝。

## 球衣生產
Umbro在創辦時已為世界多間著名足球隊設計及生產球衣套裝，首套球衣在1934年為當年的英格蘭足總盃冠軍曼城生產。
其後，Umbro為其他主要球會設計球衣，包括里尔等。
Umbro亦曾經為多隊國家足球隊製作球衣，包括英格蘭、巴西、挪威、瑞典、墨西哥、智利、北愛爾蘭、秘鲁、蘇格蘭、愛爾蘭、挪威及威尔士等。在1966年世界盃足球賽中，16隊中只有一隊並非穿著Umbro的球衣。2006年,2010年世界盃足球賽中，使用Umbro球衣的國家隊有英格蘭及瑞典。2014年世界盃足球賽中，使用Umbro球衣的國家隊據信只有瑞典。
曾使用Umbro產品的足球運動員包括约翰·特里 、安祖·卡路爾、祖·赫特、基捷·基治、戴倫·賓特、比比 等。Umbro亦有為田徑運動員及橄榄球運動員生產球衣。
Umbro贊助的足球聯賽隊伍有：

- 英格蘭超級足球聯賽：般尼茅夫、韋斯咸
- 英格蘭冠軍足球聯賽：葉士域治
- 英格蘭乙組足球聯賽: 劍橋聯足球會、甘士比足球會
- 英格蘭足球全國聯賽: 波士頓聯足球會、卡素爾聯足球會
- 西班牙足球甲級聯賽：巴列卡諾
- 法國甲級足球聯賽：勒哈費爾
- 以色列足球超級聯賽：耶路撒冷比達、比亞斯華夏普爾、哈迪拉夏普爾（英语：Hapoel Hadera F.C.）
- 愛爾蘭超級足球聯賽：聖巴特里、舒爾本
- 蘇格蘭足球超級聯賽：格拉斯哥流浪（自2025–26赛季起）
- 瑞典超級足球聯賽：艾夫斯堡
- 土耳其足球超級聯賽：安卡華高古
- 阿根廷足球甲級聯賽：小阿根廷人、圖庫曼競技俱樂部
- 巴西足球甲級聯賽：巴拉納競技、富明尼斯、桑托斯、利斯菲體育會
- 厄瓜多爾甲組足球聯賽：奧卡斯、厄瓜多天主教大學
- 烏拉圭足球甲級聯賽：蒙特維多流浪、蒙特維多國民隊

## 外部連結
- 官方网站
- 公司介紹